# جيري ماك جوزيف
جيري ماك جوزيف (بالإنجليزية: Geri M. Joseph) هي صحفية ودبلوماسية أمريكية، ولدت في 19 يونيو 1923.

## وصلات خارجية
- جيري ماك جوزيف على موقع إن إن دي بي (الإنجليزية)